# Human Nature
Human Nature a fost a patra și ultima melodie promovată de Madonna de pe albumul acesteia din 1994, Bedtime Stories. Piesa a fost menită să "închidă gura" criticilor care i-au condamnat albumul Erotica, cartea „Sex” și filmul „Body of Evidence”, prin versuri ca „Ops, nu știam că nu pot vorbi despre sex, nu-mi pare rău, e natura ființei umane”. Videoclipul piesei a primit douǎ nominalizǎri la premiile MTV pentru „Cel mai bun videoclip dance” și „Cea mai bunǎ coreografie”.

## Premii
| Anul | Ceremonia | Premiul                       | Rezultatul |
| ---- | --------- | ----------------------------- | ---------- |
| 2009 | Billboard | Cântecele de top ale Madonnei | Locul 47   |